# Kompositaordning

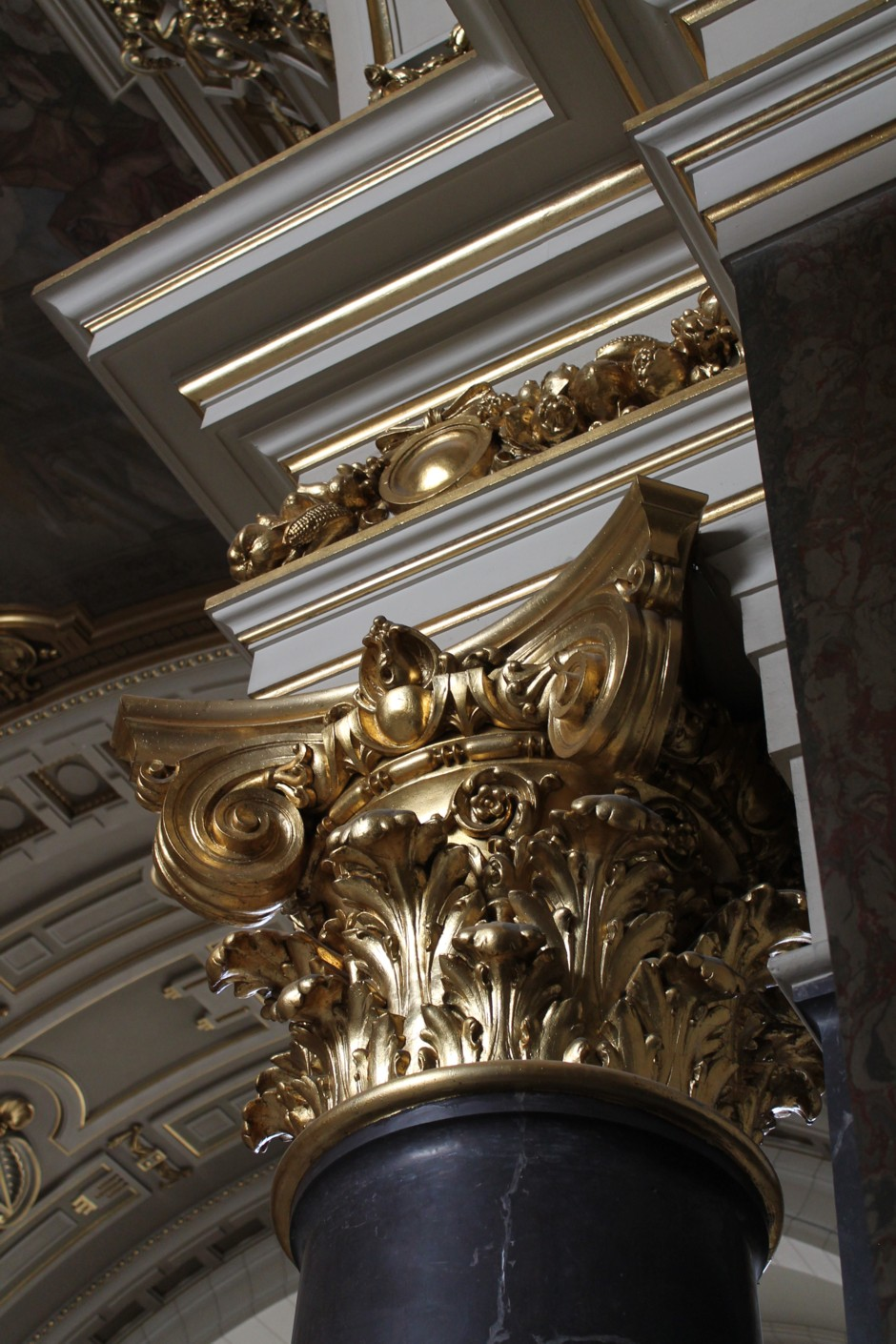
Exempel på kompositakapitäl.

Kompositaordning är en kolonnordning, vars kapitäl förenar element från det joniska och det korintiska.
Kompositaordningen finns inte i Vitruvius arkitekturteori och är därför troligen av senare datum. 
Ett tydligt exempel på kompositaordningens formspråk återfinns i Titusbågens (Forum Romanum, Rom) halvkolonner.